# Ermita de San Quirce de Taüll
La ermita de San Quirce de Taüll es un edificio religioso situado en la urbanización turística del Pla de la Ermita perteneciente al municipio de Taüll, de la comarca catalana del Alta Ribagorza en la provincia de Lérida. Es una iglesia románica incluida en el Inventario del Patrimonio Arquitectónico de Cataluña y protegida como Bien Cultural de Interés Nacional.

## Situación
Está construida en una gran explanada a las afueras de la urbanización. Se accede por un pequeño camino no muy largo, cerca de la zona boscosa del camping en aquel lugar. La ermita domina el paisaje de Taüll desde arriba de la colina a 1607,6 metros de altitud, justo en el sureste de Taüll, casi a 200 metros por encima de él.

## Descripción
El edificio es una pequeña iglesia de una sola nave, cubierta a dos vertientes de losa de pizarra sobre cerchas de madera, rematada por un ábside con cubierta de bóveda cuyo tejado es de forma cónica, a un nivel más bajo que la de la nave, refleja en el exterior la configuración de espacios interiores diferenciados. En el centro del ábside, se abre una aspillera. En la fachada del sur se sitúa la puerta de acceso, formada por un arco de medio punto de piedra rústica, adintelado, apoyado sobre impostas y con trasdós formando un pequeño resalte.

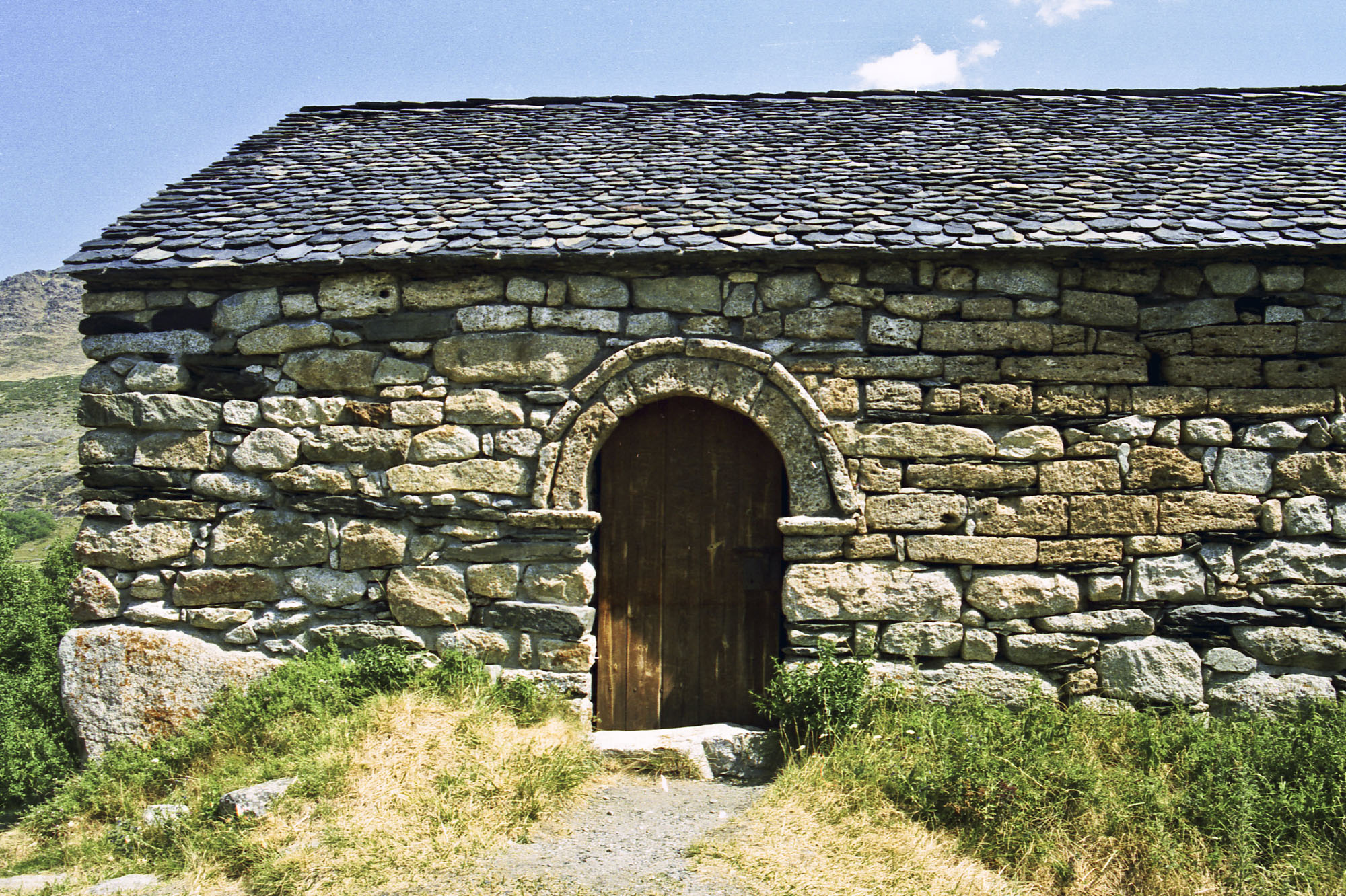
Fachada con la puerta de acceso de San Quirce de Taüll.

El edificio se asienta sobre rocas irregulares y de notables dimensiones, probablemente procedentes de deslizamientos producidos por la erosión del glaciar que le sirven de base, piedras de la misma naturaleza se extienden alrededor de la iglesia. En la fachada norte se puede ver, no muy lejos del ábside, la marca de una gran arcada de piedra pómez, tapiada y con el empedrado parcialmente reventado, que hace evidente la existencia de una perforación del muro quizá por acceder a una capilla lateral, añadida después de la primera etapa constructiva y suprimida posteriormente. El hecho de que no se vean señales de arranque de los muros podría indicar que dicho anexo habría sido adosado sin encaje en el muro. Los muros, de sillares de piedra, desbastada bastante irregulares, presentan diferencia en su aparato. Parece que la cabecera -el ábside más un tercio aproximadamente de la nave- podría pertenecer a una etapa constructiva anterior a la del resto de la nave, donde los sillares están dispuestos de forma mucho más regular. En el interior, hay un banco corrido lateral construido con sillares de piedra mientras que, el pavimento de la nave, está formado por grandes losas y el del presbiterio está construido por piedras. En el ángulo noroeste de los pies hay una pila bautismal.

### Cronología
Es muy difícil establecer una cronología de la secuencia constructiva, problema frecuente en este tipo de iglesias, por su aislamiento y consiguiente falta de vinculación a las corrientes artísticas. Por el entorno histórico de la zona y los pocos elementos definidores que muestra el edificio, la construcción de esta iglesia románica podría situarse entre finales del siglo XI y principios del XIII.